# Margaret Ekpo

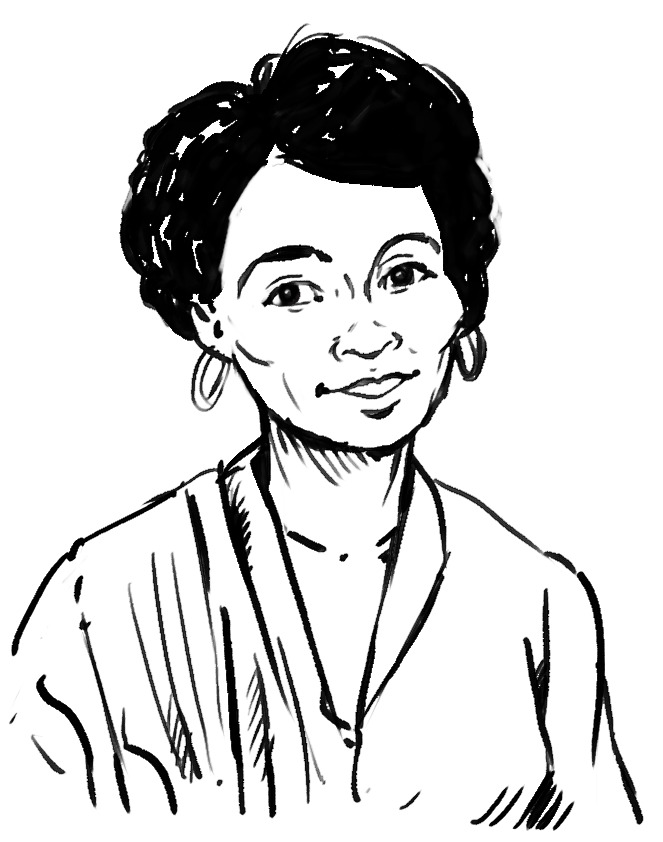
Margaret Ekpo

Margaret Ekpo (sinh ngày 27 tháng 7 năm 1914 mất ngày 21 ngày 9 năm 2006) là tên của một nhà hoạt động xã hội người Nigeria, ngoài ra, bà còn là người mở đầu cho việc phụ nữ hoạt động chính trị trong nền cộng hòa đầu tiên của Nigeria (tiếng Anh: First Republic).

## Lí lịch
Bà sinh ra ở thị trấn Creek, bang Cross River. Cha mẹ bà là Okoroafor Obiasulor và Inyang Eyo Aniemewue. Bà học sư phạm rồi làm giáo viên ở một trường tiểu học. Sau đó là bà cưới một bác sĩ tên là John Udo Ekpo vào năm 1938 rồi chuyển đến thành phố Aba ở phía Đông Nam Nigeria.
Năm 1946, bà có cơ hội đi du học tại Ireland ở nơi mà ngày nay là học viện công nghệ Dublin ở thành phố Dublin. Sau đó, bà tốt nghiệp rồi trở về Nigeria.

## Sự nghiệp
Vào thời bấy giờ, những bác sĩ người bản xứ bị đối xử tàn tệ, vì thế, chồng bà tỏ ra bất mãn nhưng vì là một công chức nên không làm gì được. Sau đó, bà tham gia một cuộc họp thay cho chồng bà để bàn về việc chính phủ đương thời phân biệt đối xử. Tiếp đến bà tham gia một cuộc biểu tình chính trị và chỉ có phụ nữ ở tại đó rồi lan rộng ra. Cuộc biểu tình này sôi nổi ở Mbonu Ojike, Nnamdi Azikiwe và Herbert Macaulay. Cuối thập niên này, bà đã thành lập hội kinh tế liên hiệp phụ nữ ở Aba rồi dùng nó để đòi quyền bình đẳng của phụ nữ về kinh tế.
Năm 2001, sau cuộc đảo chính quân sự của thiếu tá Chukwuma Kaduna Nzeogwu và thiếu tá Emmanuel Ifeajuna đã làm cho nền cộng hòa đầu tiên sụp đổ, bà dần ít hoạt động chính trị.